# Catch a Fire (dal)
A Catch A Fire című dal a trinidad-német származású Haddaway 2. kimásolt kislemeze a The Drive című albumról. Az kislemez német EP változatán négy különböző dal szerepel, mely limitált CD-ként jelent meg, melyen helyet kapott a Catch A Fire UK Radio Edit változata, valamint a Rock My Heart és az I Miss You Radio mixe, valamint a Come Back (Love Has Got A Hold On Me) című dal is.
A dal néhány európai országban slágerlistás helyezést ért el, illetve Izrael és Belgium listáin, ahol benne volt a Top 10-be. Az első időkben ez a dal kislemezen nem jelent meg Franciaországban.

## Megjelenések
7"  Európa Coconut 74321 30102 7
- A - Catch A Fire (radio edit) - 4:15
- B-  Catch A Fire (house mix) - 6:25

CD Maxi (Special Radio Mixes)  Németország Coconut 74321 30131 2
1. Catch A Fire (radio edit) - 4:15
2. Catch A Fire (catania's radio edit) - 3:30

## Slágerlista

### Heti összesítések
| Slágerlista (1995)                       | Legjobb helyezés |
| ---------------------------------------- | ---------------- |
| Ausztria (Ö3 Austria Top 40)             | 30               |
| Belgium (Ultratop 50 Flanders)           | 6                |
| Belgium (Ultratop 50 Wallonia)           | 37               |
| Finnország (Singlet Top 20)              | 12               |
| Németország (Media Control Charts)       | 38               |
| Hollandia (Top 40)                       | 17               |
| Svájc (Schweizer Hitparade)              | 20               |
| UK Singles (The Official Charts Company) | 39               |

### Év végi összesítések
| Slágerlista (1995)               | Helyezés |
| -------------------------------- | -------- |
| Belgian (Flanders) Singles Chart | 71       |